# Окванучу
Окванучу (Okwanuchu) — мёртвый шастанский язык и также диалект языка шаста, на котором раньше говорил народ окванучу, проживающий на территории Северной Калифорнии в США (юг, юго-запад и юго-восток горы Шаста, включая современные города Дансмюр, Маунт-Шаста и Макклауд, верховье реки Сакраменто вниз к Норт-Солт-Крик, дренаж Скво-Вэлли-Крик, и верховье реки Макклауд вниз по течению, где она встречается с ручьём Скво-Вэлли-Крик).